# Box box box
Box box box er en dokumentarfilm fra 1990 instrueret af Katrine Nyholm efter eget manuskript.

## Handling
Et poetisk dokumentarportræt af unge boksere på vej mod et Europamesterskab i Tjekkoslovakiet. Forberedelserne, sparringen i ringen, de gennemtrængende ord fra træneren ved ringside, bevægelsern. Den kvindelige instruktør ser på sporten, på én gang frastødt og tiltrukket af denne forunderlige dyrkelse af smerten.